# Harold Hongju Koh
Harold Hongju Koh est un avocat et juriste américain né le 8 décembre 1954 à Boston (Massachusetts).
Il est l'assistant d'Harry Blackmun, juge à la cour suprême d'octobre 1981 à septembre 1982.